# Cá bò gai móc
Cá bò gai móc, tên khoa học Monacanthus chinensis, là một loài cá bò giấy có nguồn gốc từ phía tây Thái Bình Dương và phía đông Ấn Độ Dương, nơi chúng được tìm thấy trên các rạn san hô và trầm tích mềm ở độ sâu nông. Loài này có thể phát triển đến chiều dài 40 xentimét (16 in).